# Equació algebraica (matemàtica)
En matemàtiques, una equació algebraica o equació polinòmica és una equació de la forma {\displaystyle P=0}, on P és un polinomi amb coeficients en algun cos, sovint el cos dels nombres racionals. Per exemple, {\displaystyle x^{5}-3x+1=0} és una equació algebraica amb coeficients enters i
{\displaystyle y^{4}+{\frac {xy}{2}}-{\frac {x^{3}}{3}}+xy^{2}+y^{2}+{\frac {1}{7}}=0}

Notació d'equacions algebraiques elementals: (1)potència (2)coeficient (3)variable (4)operació (5)terme independent

és una equació polinòmica multivariant sobre els racionals. Per a molts autors, el terme equació algebraica només es refereix al cas univariant, és a dir, equacions polinòmiques que impliquen només una variable. D'altra banda, una equació polinòmica pot implicar diverses variables (el cas multivariant), en aquest cas normalment es prefereix el terme equació polinòmica.
Algunes, però no totes, les equacions polinòmiques amb coeficients racionals tenen una solució que és una expressió algebraica que es pot trobar utilitzant un nombre finit d'operacions que impliquen només aquests mateixos tipus de coeficients (és a dir, que es poden resoldre algebraicament). Això es pot fer per a totes les equacions d'aquest tipus de grau u, dos, tres o quatre; però per a grau cinc o més només es pot fer per a algunes equacions, no per a totes. S'ha dedicat una gran quantitat de recerca a calcular aproximacions precises i eficients de les solucions reals o complexes d'una equació algebraica univariant (vegeu Algoritme de cerca d'arrels) i de les solucions comunes de diverses equacions polinòmiques multivariants (vegeu Sistema d'equacions polinòmiques).

## Terminologia
El terme "equació algebraica" data de l'època en què el principal problema de l'àlgebra era resoldre equacions polinòmiques univariants. Aquest problema es va resoldre completament durant el segle XIX; vegeu Teorema fonamental de l'àlgebra, teorema d'Abel-Ruffini i teoria de Galois.
Des de llavors, l'abast de l'àlgebra s'ha ampliat dràsticament. En particular, inclou l'estudi d'equacions que impliquen arrels n -èsimes i, més generalment, expressions algebraiques. Això fa que el terme equació algebraica sigui ambigu fora del context del problema antic. Per tant, el terme equació polinòmica es prefereix generalment quan es pot produir aquesta ambigüitat, especialment quan es consideren equacions multivariants.

## Història
L'estudi de les equacions algebraiques és probablement tan antic com les matemàtiques: els matemàtics babilonis, ja l'any 2000 aC, podien resoldre alguns tipus d'equacions quadràtiques (que es mostren a les tauletes d'argila de l'antiga Babilònia).
Les equacions algebraiques univariants sobre els racionals (és a dir, amb coeficients racionals) tenen una història molt llarga. Els matemàtics antics volien les solucions en forma d'expressions radicals, com ara {\displaystyle x={\frac {1+{\sqrt {5}}}{2}}} per a la solució positiva de {\displaystyle x^{2}-x-1=0}. Els antics egipcis sabien com resoldre equacions de grau 2 d'aquesta manera. El matemàtic indi Brahmagupta (597–668 dC) va descriure explícitament la fórmula quadràtica en el seu tractat Brāhmasphuṭasiddhānta publicat l'any 628 dC, però escrit amb paraules en lloc de símbols. Al segle IX , Muhammad ibn Musa al-Khwarizmi i altres matemàtics islàmics van derivar la fórmula quadràtica, la solució general de les equacions de grau 2, i van reconèixer la importància del discriminant. Durant el Renaixement, el 1545, Gerolamo Cardano va publicar la solució d'Scipione del Ferro i Niccolò Fontana per a Tartaglia a equacions de grau 3 i la de Lodovico Ferrari per a equacions de grau 4. Finalment, Niels Henrik Abel va demostrar, el 1824, que les equacions de grau 5 i superior no tenen solucions generals utilitzant radicals. La teoria de Galois, que rep el nom d'Évariste Galois, va demostrar que algunes equacions de grau 5 com a mínim ni tan sols tenen una solució idiosincràtica en radicals, i va donar criteris per decidir si una equació és realment resoluble utilitzant radicals.

## Àrees d'estudi
Les equacions algebraiques són la base de diverses àrees de les matemàtiques modernes: la teoria algebraica dels nombres és l'estudi de les equacions algebraiques (univariants) sobre els racionals (és a dir, amb coeficients racionals). La teoria de Galois va ser introduïda per Évariste Galois per especificar els criteris per decidir si una equació algebraica es pot resoldre en termes de radicals. En teoria de camps, una extensió algebraica és una extensió tal que cada element és una arrel d'una equació algebraica sobre el camp base. La teoria transcendental dels nombres reals és l'estudi dels nombres reals que no són solució d'una equació algebraica sobre els nombres racionals. Una equació diofàntica és una equació polinòmica (normalment multivariant) amb coeficients enters per a la qual s'interessen les solucions enteres. La geometria algebraica és l'estudi de les solucions en un camp algebraicament tancat d'equacions polinòmiques multivariants.
Dues equacions són equivalents si tenen el mateix conjunt de solucions. En particular, l'equació {\displaystyle P=Q} és equivalent a {\displaystyle P-Q=0}. D'això es dedueix que l'estudi de les equacions algebraiques és equivalent a l'estudi dels polinomis.
Una equació polinòmica sobre els racionals sempre es pot convertir en una d'equivalent en què els coeficients siguin nombres enters. Per exemple, multiplicant per 42 = 2·3·7 i agrupant els seus termes en el primer membre, l'equació polinòmica esmentada anteriorment {\displaystyle y^{4}+{\frac {xy}{2}}={\frac {x^{3}}{3}}-xy^{2}+y^{2}-{\frac {1}{7}}} esdevé
{\displaystyle 42y^{4}+21xy-14x^{3}+42xy^{2}-42y^{2}+6=0.}
Com que el sinus, l'exponenciació i 1/ T no són funcions polinòmiques,
{\displaystyle e^{T}x^{2}+{\frac {1}{T}}xy+\sin(T)z-2=0}
no és una equació polinòmica en les quatre variables x, y, z i T sobre els nombres racionals. Tanmateix, és una equació polinòmica en les tres variables x, y i z sobre el camp de les funcions elementals de la variable T.

## Teoria

### Polinomis
Donada una equació en x desconeguda
{\displaystyle (\mathrm {E} )\qquad a_{n}x^{n}+a_{n-1}x^{n-1}+\dots +a_{1}x+a_{0}=0}
amb coeficients en un camp K, es pot dir equivalentment que les solucions de (E) a K són les arrels a K del polinomi
{\displaystyle P=a_{n}X^{n}+a_{n-1}X^{n-1}+\dots +a_{1}X+a_{0}\quad \in K[X]}
Es pot demostrar que un polinomi de grau n en un cos té com a màxim n arrels. Per tant, l'equació (E) té com a màxim n solucions.
Si K' és una extensió de camp de K, es pot considerar que (E) és una equació amb coeficients a K i les solucions de (E) a K també són solucions a K' (el contrari no es compleix en general). Sempre és possible trobar una extensió de camp de K coneguda com a camp de ruptura del polinomi P, en què (E) té almenys una solució.

### Existència de solucions a equacions reals i complexes
El teorema fonamental de l'àlgebra estableix que el camp dels nombres complexos és tancat algebraicament, és a dir, totes les equacions polinòmiques amb coeficients complexos i grau com a mínim u tenen una solució.
D'això es dedueix que totes les equacions polinòmiques de grau 1 o més amb coeficients reals tenen una solució complexa. D'altra banda, una equació com ara {\displaystyle x^{2}+1=0} no té una solució en {\displaystyle \mathbb {R} } (les solucions són les unitats imaginàries i i −i ).
Tot i que les solucions reals de les equacions reals són intuïtives (són les coordenades x dels punts on la corba y = P(x) talla l'eix x ), l'existència de solucions complexes per a equacions reals pot ser sorprenent i menys fàcil de visualitzar.
Tanmateix, un polinomi mònic de grau senar ha de tenir necessàriament una arrel real. La funció polinòmica associada en x és contínua i s'aproxima a {\displaystyle -\infty } a mesura que x s'acosta a {\displaystyle -\infty } i {\displaystyle +\infty } a mesura que x s'acosta a {\displaystyle +\infty }. Pel teorema del valor intermedi, ha de prendre el valor zero en algun punt real x, que aleshores és una solució de l'equació polinòmica.

### Connexió amb la teoria de Galois
Existeixen fórmules que donen les solucions de polinomis reals o complexos de grau menor o igual a quatre en funció dels seus coeficients. Abel va demostrar que no és possible trobar una fórmula així en general (utilitzant només les quatre operacions aritmètiques i traient arrels) per a equacions de grau cinc o superior. La teoria de Galois proporciona un criteri que permet determinar si la solució d'una equació polinòmica donada es pot expressar mitjançant radicals.

## Solució explícita d'equacions numèriques

### Enfocament
La solució explícita d'una equació real o complexa de grau 1 és trivial. Resoldre una equació de grau n superior es redueix a factoritzar el polinomi associat, és a dir, reescriure (E) en la forma
{\displaystyle a_{n}(x-z_{1})\dots (x-z_{n})=0}
on les solucions són llavors les {\displaystyle z_{1},\dots ,z_{n}} El problema és, doncs, expressar la {\displaystyle z_{i}} en termes de la {\displaystyle a_{i}}
Aquest mètode s'aplica més generalment si els coeficients i les solucions pertanyen a un domini integral.